# Merire (Hohepriester des Aton)
Merire (auch Meryre und Meryra) war der Hohepriester des Aton unter dem ägyptischen König (Pharao) Echnaton. Er ist vor allem von seinem monumentalen Grab (Nr. 4) in Amarna bekannt. Sein wichtigster Titel war der Große der Sehenden des Aton im Tempel des Aton in Achet-Aton. Großer des Sehenden war der Titel des Hoherpriesters des Sonnengottes Re. Re wurde in Heliopolis verehrt und war ein anderer Name des Aton. Der Titel wurde aber für andere Priester des Sonnengottes an anderen Orten verwendet. Achet-Aton ist der antike Name von Amarna. Wenig ist sonst zur Person des Merire bekannt. Er ist noch im 16. Regierungsjahr von Echnaton bezeugt. Der Herrscher regierte 17 Jahre, sodass davon ausgegangen wird, dass er bis am Ende der Herrschaft des Königs im Amt blieb. Er ist vielleicht identisch mit einem Hohepriester des Aton, namens Merineith (Meryneith), der in Sakkara bestattet wurde.